# Semecarpus parvifolia
Espèce
Classification phylogénétique
Statut de conservation UICN

 VU  : Vulnérable
Semecarpus parvifolia est une espèce de plantes du genre Semecarpus et de la famille des Anacardiaceae.
C'est une plante originaire du Sud-ouest du Sri Lanka. Une sous-population a été découverte dans le parc national de Ruhuna.